# Paco Núñez
Francisco «Paco» Javier Núñez Núñez (Almansa, Albacete, 13 de marzo de 1982) es un político y politólogo español, presidente del Partido Popular de Castilla-La Mancha (PP-CLM) desde 2018. Es también miembro del Comité Ejecutivo Nacional del Partido Popular y diputado en las Cortes de Castilla-La Mancha. Entre 2011 y 2015 fue presidente de la Diputación Provincial de Albacete y entre 2011 y 2018, alcalde de Almansa. Entre 2009 y 2011 fue presidente regional de Nuevas Generaciones.
Logró el peor resultado de la historia de Castilla-La Mancha para el PP en las elecciones autonómicas de 2019, obteniendo tan sólo 10 escaños en el Parlamento autonómico. En los siguientes comicios de mayo de 2023 logró 12 escaños, pese a obtener uno de los peores resultados de todos los líderes autonómicos del PP en España, frente al socialista Emiliano García-Page, quien revalidó su mayoría absoluta, con más votos aún que en 2019, pero menos escaños, como consecuencia de los efectos perversos de la Ley Electoral de Castilla-La Mancha, modificada años antes de manera unilateral, con la mayoría absoluta del PP en el Congreso de los Diputados y el impulso de su antecesora en el cargo, María Dolores de Cospedal.

## Biografía
Nació en Almansa (Albacete) en 1982. Se licenció en Ciencias Políticas por la Universidad Complutense de Madrid. Fue colegial del Diego de Covarrubias, colegio mayor adscrito a la misma universidad. Se afilió al Partido Popular con dieciocho años en el 2000, formando parte de la candidatura del Partido Popular de Almansa desde las elecciones municipales de 2007, en las de 2011 y en las de 2015.
Fue presidente regional de Nuevas Generaciones del Partido Popular entre 2009 y 2011 y secretario ejecutivo nacional de la organización entre 2008 y 2010. Entre 2011 y 2018 fue alcalde de Almansa y entre 2012 y 2018, presidente del PP de Albacete. 
Fue presidente de la Diputación Provincial de Albacete entre 2011 y 2015, convirtiéndose en el segundo presidente más joven de una institución provincial tras Mariano Rajoy. Desde 2015 es diputado regional en las Cortes de Castilla-La Mancha en la ix y x Legislaturas.

### Presidente del PP-CLM
El 27 de septiembre de 2018 ganó las primarias del Partido Popular de Castilla-La Mancha. Tras ello, se celebró el congreso autonómico extraordinario el 7 de octubre de 2018, siendo elegido presidente del PP de Castilla-La Mancha, con el 92,8 % de los votos, sucediendo a María Dolores de Cospedal al frente del partido.
El 14 de noviembre de 2021, en el XV congreso regional de la formación celebrado en Puertollano, fue reelegido como presidente del PP de Castilla-La Mancha con el 98,5 % de los votos arropado por los líderes nacionales y autonómicos del partido como Isabel Díaz Ayuso o Juanma Moreno.